# Willem Cornelis Rip
Willem Cornelis Rip (Rotterdam, 21 februari 1856 - Den Haag, 20 februari 1922) was een Nederlandse kunstschilder.

## Opleiding
Rip was lithograaf bij de firma Zijdeman en Musly. Hij studeerde aan de Rotterdamse Akademie voor Beeldende Kunsten in de avonduren. Aan het eind van het eerste jaar ontving hij een prijs. Bij zijn afstuderen werd hem de hoogste onderscheiding toegekend. Vervolgens deed hij een studie in het Museum Boijmans om werk van de grote romantische schilder B.C. Koekkoek te bestuderen. Hij was ook zo veel mogelijk buiten om de natuur te gaan schetsen. Willem Rip was een getrouwe volgeling van de beginselen van de Haagse School. Rip was lid van de Pulchri Studio te Den Haag.
In 1873 behaalde hij een eerste zilveren medaille op een tentoonstelling in Rotterdam. Kort daarop kreeg hij een koninklijke subsidie toegekend, die hem in staat stelde een studiereis naar München te maken, waar hij studeerde bij Karl Theodor von Piloty. Hij kreeg ook lessen van Willem Roelofs.
In 1888 trouwde Willem Rip met Johanna Jacomina Mooijman en vestigde zich in Den Haag. Mesdag en Jozef Israëls werden al snel regelmatige bezoekers aan zijn atelier aan de Laan van Meerdervoort. Vooral Israëls had veel waardering voor Rips werk. Rips voorkeur ging uit naar landschappen met veel water en mooie luchten erboven.

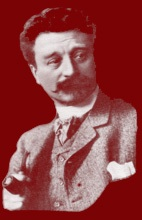
Willem Rip, ca. 1895

## Roem
Rip heeft een indrukwekkende lijst van bekroningen op zijn naam staan. Ook de koninklijke familie kocht verscheidene werken van Rip aan. Twee werken van Rip uit de collectie van het Gemeentemuseum Den Haag zijn in de Tweede Wereldoorlog door de Duitsers meegenomen. Een daarvan is nooit meer teruggevonden. Veel van zijn werk werd verkocht in Amerika, waar de Nederlandse schilderkunst zich verheugde in een grote populariteit. In Londen werd een speciale tentoonstelling aan hem gewijd, waar 32 van de 50 werken werden verkocht. Volgens deskundigen deden zijn aquarellen niet onder voor die van Jacob en Willem Maris, Weissenbruch en Gabriel.

## Genre en techniek

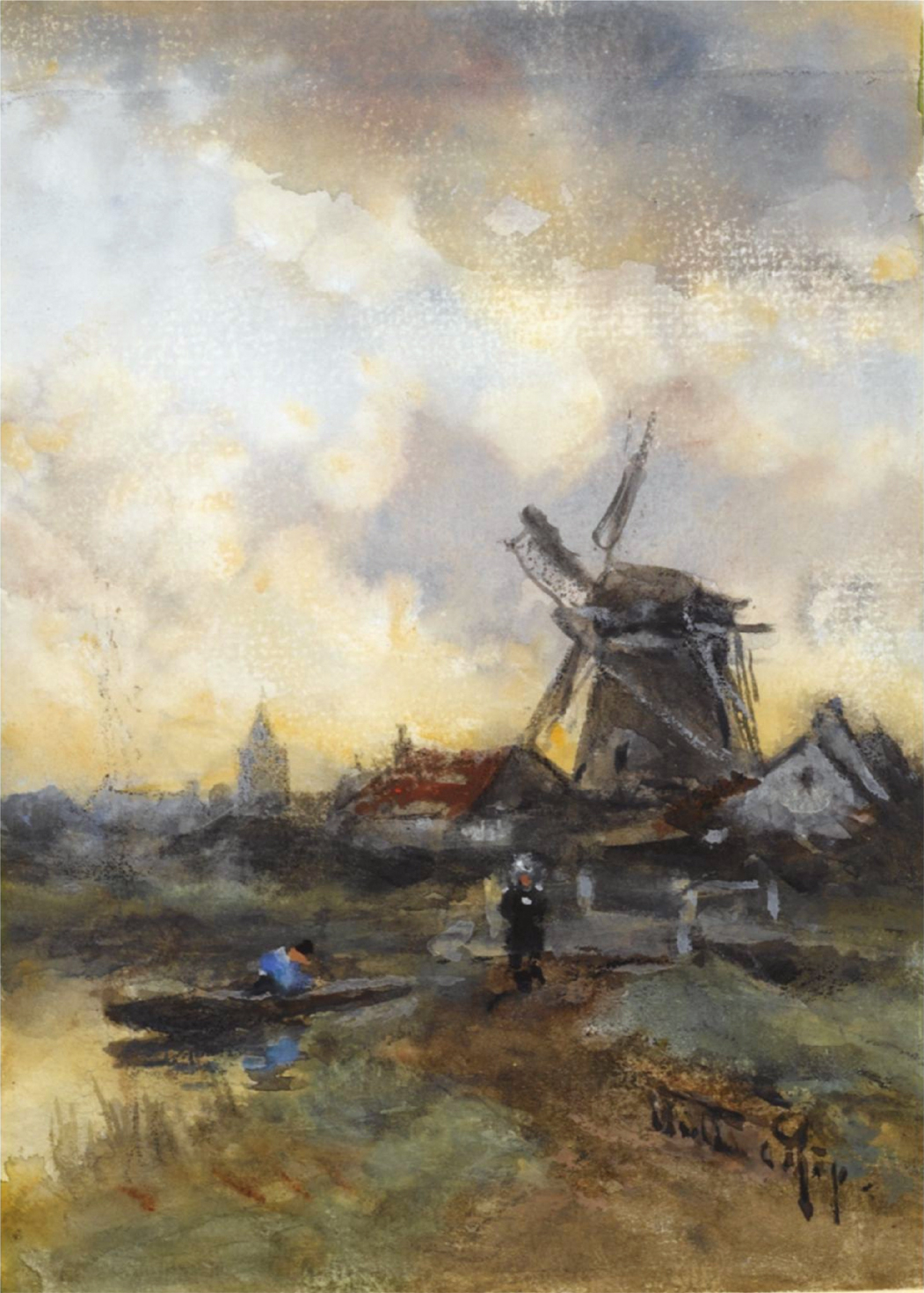
Herfstavond

Litho's, tekeningen, schilderijen en aquarellen; vooral landschappen, polders met vaarten en meertjes, en stadsranden met molens namen een speciale plaats in; hij wordt beschouwd als een begaafd aquarellist, het werk is impressionistisch. Zijn kracht ligt in zijn ruimtegevoel en in zijn luchten met een zon die door het wolkendek heen breekt. Soms schilderde hij duinlandschappen in de buurt van Bloemendaal. Rip wilde zich niet beperken tot het schilderen van slechts één streek of één type landschap, hoe mooi dit ook kon zijn. Hij vond dat de indrukken van een schilder altijd fris moesten zijn en dat een kunstenaar zichzelf voortdurend moest vernieuwen door op zoek te gaan naar nieuwe verrassende stukjes natuur. Rip blonk dan ook vooral uit als aquarellist; in dit vluchtige medium kon hij het snelst en meest trefzeker, met eenvoudige middelen, zijn indrukken tot expressie brengen.

## Exposities
Hij exposeerde onder meer in Amsterdam, Den Haag, Groningen. Werk van hem hangt in het Kunstmuseum Den Haag en het Frans Hals Museum in Haarlem en in Amsterdam.

### Locatie, plaats en jaar
- Rotterdam 1873 (medaille)
- tussen 1876 en 1903: Amsterdam, Den Haag, Groningen, Rotterdam etc., Kunstzaal Pictura ’s-Gravenhage, Driejaarlijksche Rotterdam 1885, Dordrecht 1887, Wereldtentoonstelling Parijs 1889, Scheveningen 1892, Parijs 1900
- Limburgs Museum Venlo 2001 (groep)
- St. Louis 1904
- Santiago 1910

Hij had eenmanstentoonstellingen in Londen en Parijs